# Carciofi alla romana
I carciofi alla romana sono un piatto tipico della cucina di Roma, dove si preparano e si servono nei ristoranti soprattutto in primavera. Insieme ai carciofi alla giudia, rappresentano uno dei più famosi piatti a base di carciofi della cucina romana.

## Preparazione
A Roma e dintorni questo piatto si prepara con carciofi della varietà Romanesco, raccolti tra febbraio e aprile nella regione costiera a nord-ovest di Roma, tra Ladispoli e Civitavecchia.
I carciofi vanno puliti con un coltello affilato, in modo da eliminare tutte le foglie dure e le spine, mediante un movimento a spirale verso l'alto. Si lasciano solo pochi centimetri di stelo: il resto va pulito, tagliato a pezzi e cotto insieme ai carciofi. I carciofi devono poi essere immersi per alcuni minuti in acqua a cui è stato aggiunto succo di limone, in modo che non diventino marroni. Occorre poi aprirli leggermente e togliere il fieno interno (presente soprattutto verso la fine della stagione). Nella cavità risultante si mette una mistura di mentuccia (in mancanza prezzemolo) e aglio, sale e pepe. Alla fine, i carciofi vengono posti in una pentola abbastanza profonda, a testa in giù (questo eviterà che esca il ripieno, che i carciofi galleggino e permetterà la cottura del gambo, che rimane immerso nel liquido). Si aggiungono poi acqua e olio (una variante prevede l'aggiunta di vino bianco) e si cospargono di sale e pepe. Si fanno poi brasare i carciofi nella pentola coperta per un'ora. Possono essere consumati caldi o a temperatura ambiente.